# Buswiller
Ne doit pas être confondu avec Bousseviller.
Buswiller (prononcé [bysvilɛr]) est une commune française de la plaine d'Alsace située à 29,9 km au nord-ouest de Strasbourg, dans la circonscription administrative du Bas-Rhin et, depuis le 1er janvier 2021, dans le territoire de la Collectivité européenne d'Alsace, en région Grand Est.
Cette commune se trouve dans la région historique et culturelle d'Alsace.
En 2013, la population légale est de 235 habitants. Village de milieu rural, Buswiller est intégrée dans la communauté de communes de Hanau-La Petite Pierre.

## Géographie

### Localisation
Buswiller est située à 29,9 km au nord-ouest de Strasbourg, non loin de Bouxwiller (5,6 km) dans la plaine d'Alsace.

### Communes limitrophes
| Obermodern-Zutzendorf | Schalkendorf |           |
| Ringendorf            | Buswiller    | Ettendorf |
| Ringendorf            | Ringendorf   |           |

### Sismicité
Commune située dans une zone 3 de sismicité modérée.

### Géologie et relief
Hydrogéologie et climatologie
Système d’information pour la gestion des eaux souterraines du bassin Rhin-Meuse]
Territoire communal : Occupation du sol (Corinne Land Cover); Cours d'eau (BD Carthage),
Géologie : Carte géologique; Coupes géologiques et techniques,
Hydrogéologie : Masses d'eau souterraine; BD Lisa; Cartes piézométriques.

### Hydrographie

#### Réseau hydrographique
La commune est dans le bassin versant du Rhin au sein du bassin Rhin-Meuse. Elle est drainée par le ruisseau le Minversheimerbach,.
Le Minversheimerbach, d'une longueur de 11 km, prend sa source dans la commune  et se jette  dans la Zorn à Mommenheim, après avoir traversé cinq communes.

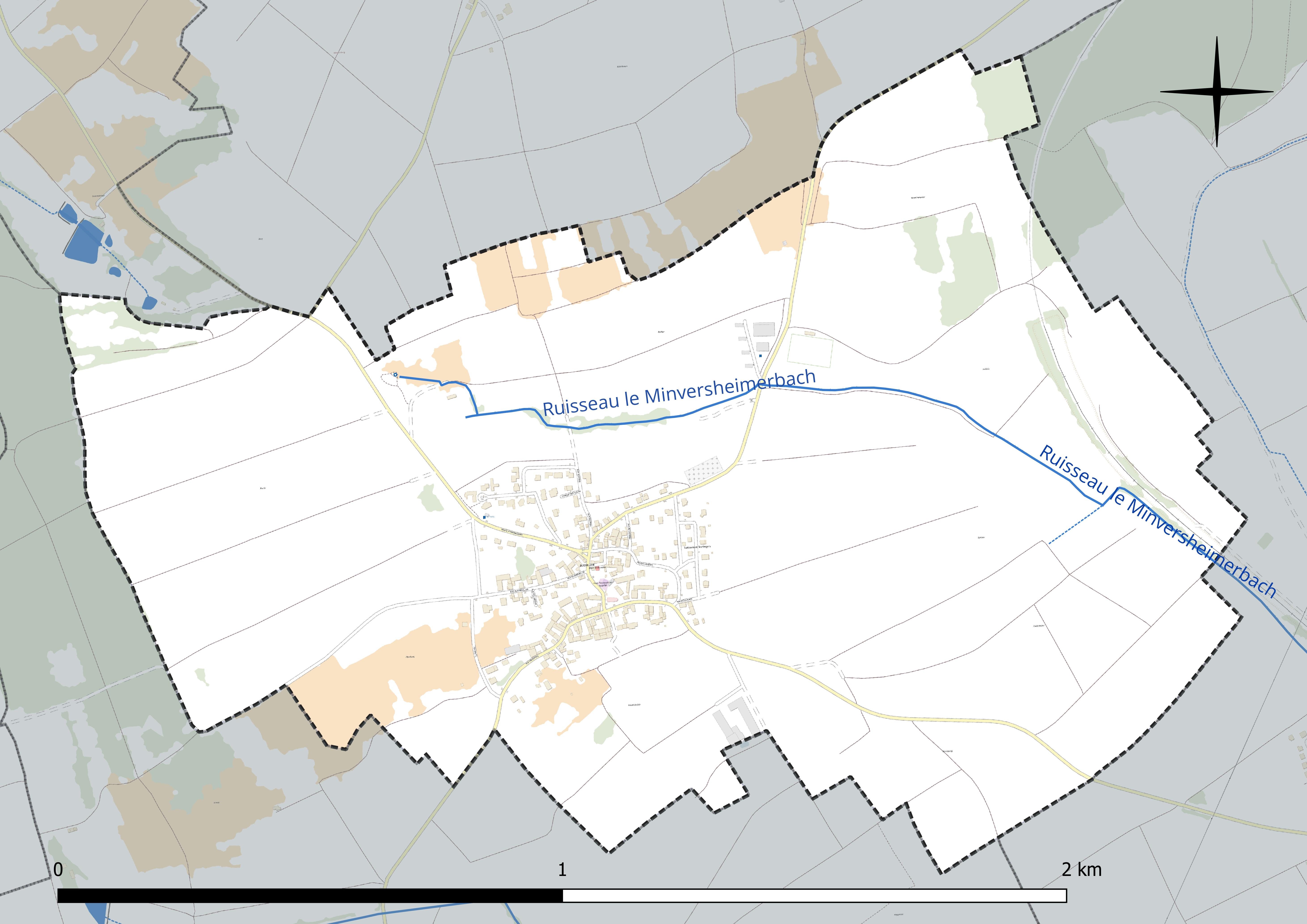
Réseau hydrographique de Buswiller.

#### Gestion et qualité des eaux
Le territoire communal est couvert par le schéma d'aménagement et de gestion des eaux (SAGE) « Moder ». Ce document de planification concerne le bassin versant de la Moder dont le territoire s'étend sur 1 720 km2. Le périmètre a été arrêté le 25 janvier 2006. La commission locale de l'eau a été créée le 12 juillet 2007, puis modifiée le 14 décembre 2021. La structure porteuse de l'élaboration et de la mise en œuvre est le Syndicat des eaux et de l’assainissement Alsace-Moselle (SDEA).
La qualité des cours d’eau peut être consultée sur un site dédié géré par les agences de l’eau et l’Agence française pour la biodiversité.

### Climat
Pour des articles plus généraux, voir Climat du Grand Est et Climat du Bas-Rhin.
En 2010, le climat de la commune est de type climat des marges montargnardes, selon une étude du Centre national de la recherche scientifique s'appuyant sur une série de données couvrant la période 1971-2000. En 2020, Météo-France publie une typologie des climats de la France métropolitaine dans laquelle la commune est exposée à un climat semi-continental et est dans la région climatique  Vosges, caractérisée par une pluviométrie très élevée (1 500 à 2 000 mm/an) en toutes saisons et un hiver rude (moins de 1 °C).
Pour la période 1971-2000, la température annuelle moyenne est de 10,2 °C, avec une amplitude thermique annuelle de 17,7 °C. Le cumul annuel moyen de précipitations est de 843 mm, avec 10,3 jours de précipitations en janvier et 10,5 jours en juillet. Pour la période 1991-2020, la température moyenne annuelle observée sur la station météorologique de Météo-France la plus proche, « Uhrwiller_sapc », sur la commune de Uhrwiller à 7 km à vol d'oiseau, est de 10,9 °C et le cumul annuel moyen de précipitations est de 740,0 mm. 
La température maximale relevée sur cette station est de 38,7 °C, atteinte le 7 août 2015 ; la température minimale est de −18 °C, atteinte le 20 décembre 2009,,.
Les paramètres climatiques de la commune ont été estimés pour le milieu du siècle (2041-2070) selon différents scénarios d'émission de gaz à effet de serre à partir des nouvelles projections climatiques de référence DRIAS-2020. Ils sont consultables sur un site dédié publié par Météo-France en novembre 2022.

## Urbanisme

### Typologie
Au 1er janvier 2024, Buswiller est catégorisée commune rurale à habitat dispersé, selon la nouvelle grille communale de densité à sept niveaux définie par l'Insee en 2022.
Elle est située hors unité urbaine. Par ailleurs la commune fait partie de l'aire d'attraction de Strasbourg (partie française), dont elle est une commune de la couronne,. Cette aire, qui regroupe 268 communes, est catégorisée dans les aires de 700 000 habitants ou plus (hors Paris),.

### Occupation des sols
L'occupation des sols de la commune, telle qu'elle ressort de la base de données européenne d’occupation biophysique des sols Corine Land Cover (CLC), est marquée par l'importance des territoires agricoles (98,7 % en 2018), une proportion identique à celle de 1990 (98,7 %). La répartition détaillée en 2018 est la suivante : 
terres arables (79,8 %), zones agricoles hétérogènes (11,2 %), cultures permanentes (7,7 %), forêts (1,3 %). L'évolution de l’occupation des sols de la commune et de ses infrastructures peut être observée sur les différentes représentations cartographiques du territoire : la carte de Cassini (XVIIIe siècle), la carte d'état-major (1820-1866) et les cartes ou photos aériennes de l'IGN pour la période actuelle (1950 à aujourd'hui).

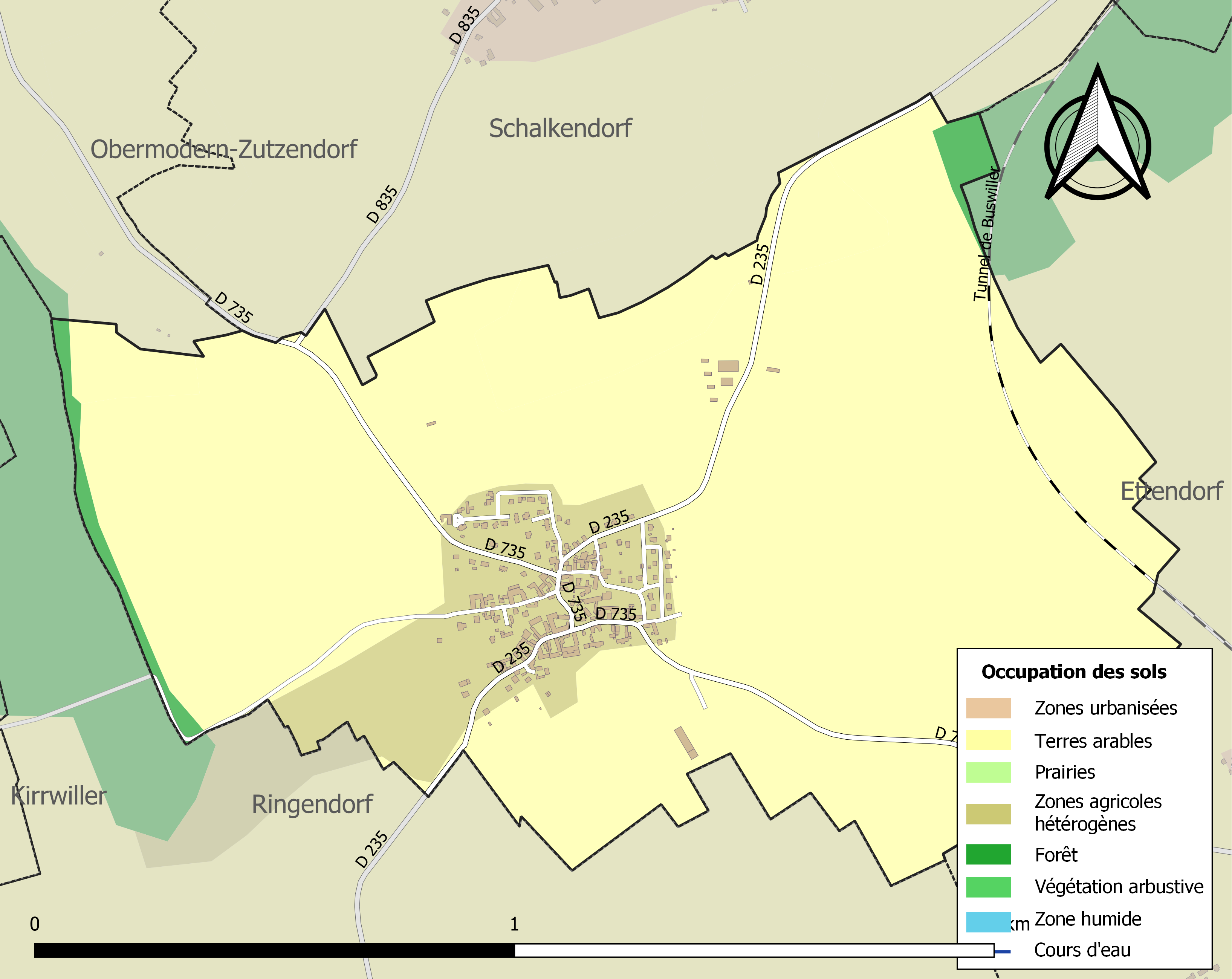
Carte des infrastructures et de l'occupation des sols de la commune en 2018 (CLC).

### Voies de communications et transports

#### Voies routières
- Autoroute A4, aussi appelée autoroute de l’Est : Échangeurs Hochfelden, Saverne, Vendenheim.
- Autoroute A340 : Sorties Brumath - Mommenheim, Haguenau, Wahlenheim.
- Autoroute A35 : Échangeur Hoerdt.

#### Transports en commun

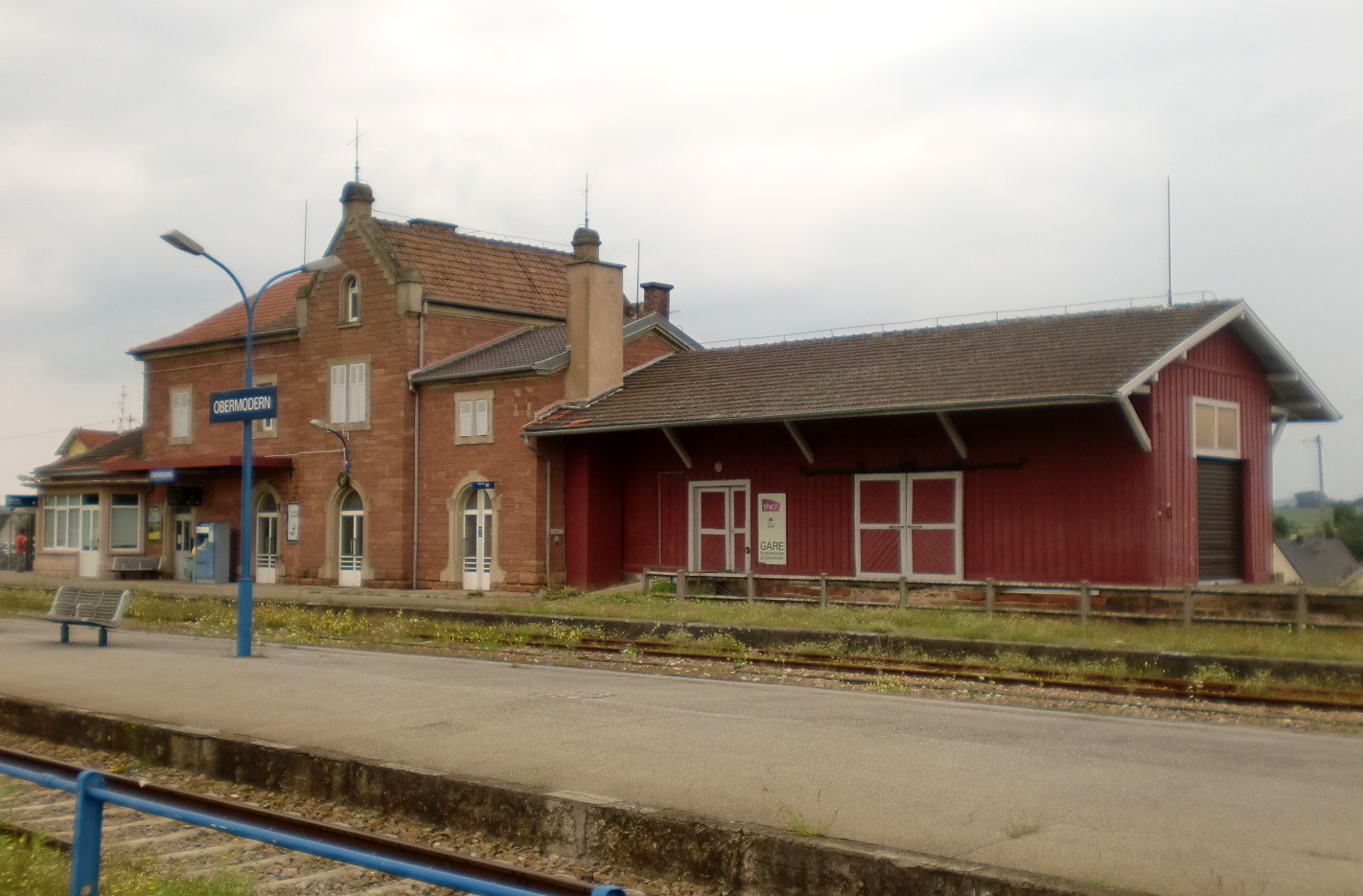
La gare d'Obermodern.

- Fluo Grand Est.
- Transports en Alsace.

#### Lignes SNCF
- Gare d'Obermodern
- Gare de Hochfelden
- Gare de Schwindratzheim
- Gare d'Ingwiller
- Gare de Wilwisheim

## Toponymie
Le nom de la localité est attesté sous les formes Buxwilari et Buussouuilare en 784, Buszwilre au IXe siècle, Busswilre en 1438, Bliswiler en 1440, Buoswiler en 1468, Bueswiller au XVIIe siècle, Buesweiller au XVIIIe siècle, Bonesweiler en 1793, Bueswiler en 1801, Buswiller en 1961.
D'un nom d'homme germanique Buso et du latin villare (ferme), Selon Albert Dauzat et Charles Rostaing. Mais les attestations anciennes jusqu'au milieu du XVe siècle prouvent 
que ce nom signifiait le « Hameau du Buis ».

## Histoire
La première mention du village date de 784 où il apparaît dans un document de l'abbaye de Wissembourg sous le nom de "Buusso vilare". Par la suite le village porta les noms de Busselwilre, Bussenwiller, Bossweiler, Büsweiler.
À partir de 1698, Buswiller appartient pour moitié aux Gayling von Altheim. L'autre moitié appartenant depuis 1453 aux Lichtenberg puis aux Hanau-Lichtenberg en 1480. Mais cette part fut achetée par les Gayling au début du XVIIIe siècle. Aussi jusqu'à la Révolution furent-ils les seuls maîtres de Buswiller.

## Description de Buswiller en 1702
Bueswiller est un petit lieu situé sur une hauteur dont l'église a un clocher voûté, son cimetière renfermé d'une muraille de 6 à 7 pieds avec quelques créneaux en bon état.

Source : rapport de l'ingénieur militaire Guillin.

## Politique et administration

### Liste des maires
| Période                                  | Période                   | Identité                                     | Étiquette | Qualité |
| ---------------------------------------- | ------------------------- | -------------------------------------------- | --------- | ------- |
| Les données manquantes sont à compléter. |                           |                                              |           |         |
| avant 1988                               | ?                         | Jean Staath                                  |           |         |
| 2001                                     | 2008                      | Robert Dutt                                  |           |         |
| mars 2008                                | En cours (au 31 mai 2020) | Daniel Etter, Réélu pour le mandat 2020-2026 |           |         |

### Budget et fiscalité 2022

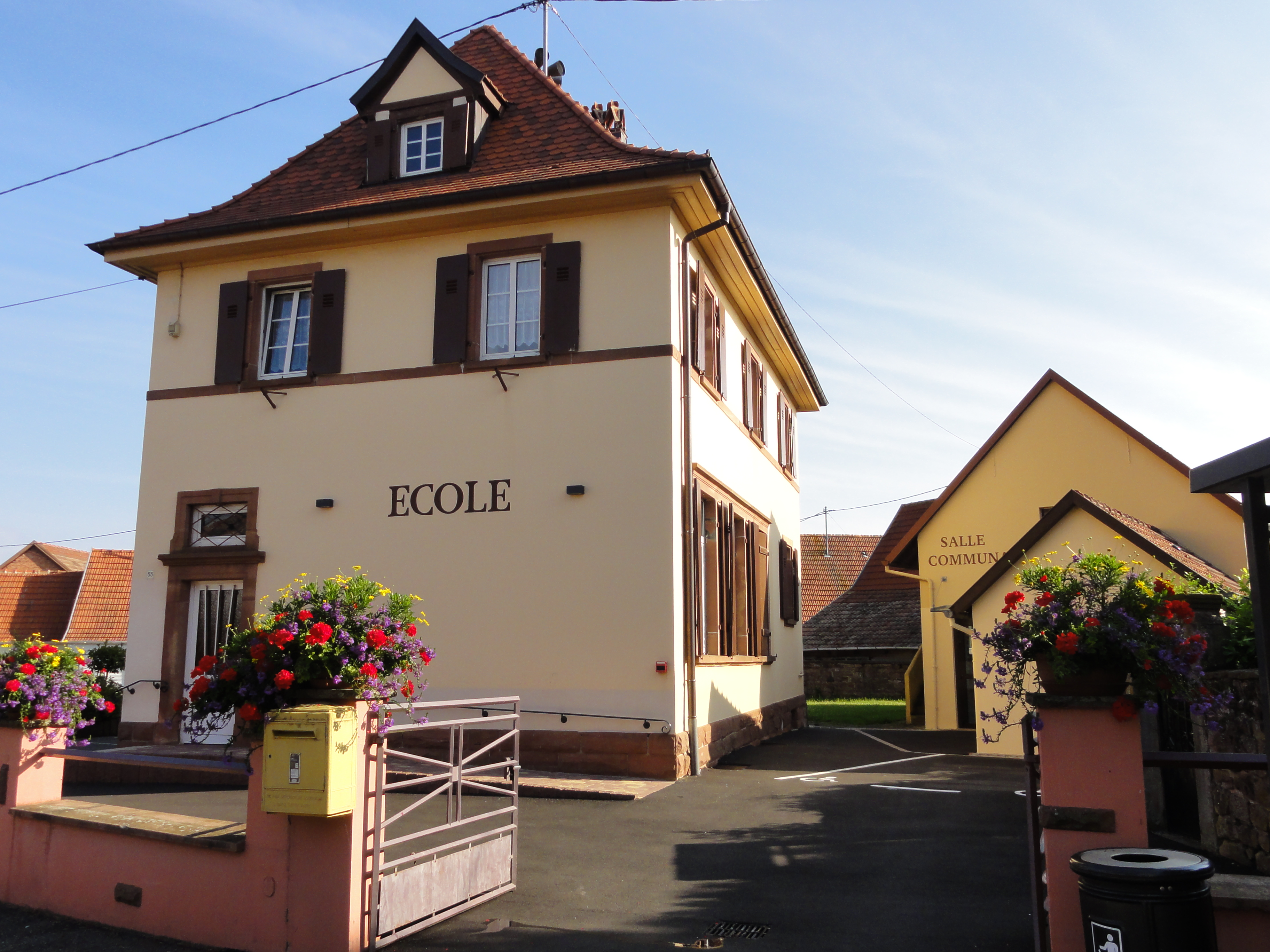
Buswiller, École (XIXe), ancienne mairie-école.

En 2022, le budget de la commune était constitué ainsi :
- total des produits de fonctionnement : 141 000 €, soit 499 € par habitant ;
- total des charges de fonctionnement : 102 000 €, soit 362 € par habitant ;
- total des ressources d'investissement : 41 000 €, soit 146 € par habitant ;
- total des emplois d'investissement : 36 000 €, soit 129 € par habitant ;
- endettement : 0 €, soit 1 € par habitant.

Avec les taux de fiscalité suivants :
- taxe d'habitation : 10,26 % ;
- taxe foncière sur les propriétés bâties : 26,20 % ;
- taxe foncière sur les propriétés non bâties : 49,78 % ;
- taxe additionnelle à la taxe foncière sur les propriétés non bâties : 0,00 % ;
- cotisation foncière des entreprises : 0,00 %.

Chiffres clés Revenus et pauvreté des ménages en 2020 : médiane en 2020 du revenu disponible, par unité de consommation : 25 520 €.

## Population et société

### Démographie
L'évolution du nombre d'habitants est connue à travers les recensements de la population effectués dans la commune depuis 1793. Pour les communes de moins de 10 000 habitants, une enquête de recensement portant sur toute la population est réalisée tous les cinq ans, les populations de référence des années intermédiaires étant quant à elles estimées par interpolation ou extrapolation. Pour la commune, le premier recensement exhaustif entrant dans le cadre du nouveau dispositif a été réalisé en 2004.

En 2022, la commune comptait 288 habitants, en évolution de +6,27 % par rapport à 2016 (Bas-Rhin : +3,17 %, France hors Mayotte : +2,11 %).
| 1793 | 1800 | 1806 | 1821 | 1831 | 1836 | 1841 | 1846 | 1851 |
| ---- | ---- | ---- | ---- | ---- | ---- | ---- | ---- | ---- |
| 270  | 346  | 394  | 302  | 423  | 399  | 392  | 386  | 369  |

| 1856 | 1861 | 1866 | 1871 | 1875 | 1880 | 1885 | 1890 | 1895 |
| ---- | ---- | ---- | ---- | ---- | ---- | ---- | ---- | ---- |
| 351  | 319  | 331  | 318  | 322  | 331  | 315  | 294  | 293  |

| 1900 | 1905 | 1910 | 1921 | 1926 | 1931 | 1936 | 1946 | 1954 |
| ---- | ---- | ---- | ---- | ---- | ---- | ---- | ---- | ---- |
| 273  | 260  | 252  | 232  | 237  | 224  | 207  | 207  | 207  |

| 1962 | 1968 | 1975 | 1982 | 1990 | 1999 | 2004 | 2006 | 2009 |
| ---- | ---- | ---- | ---- | ---- | ---- | ---- | ---- | ---- |
| 210  | 201  | 170  | 169  | 189  | 170  | 200  | 201  | 189  |

| 2014 | 2019 | 2022 | - | - | - | - | - | - |
| ---- | ---- | ---- | - | - | - | - | - | - |
| 258  | 280  | 288  | - | - | - | - | - | - |

### Enseignement
Établisements d'enseignements :
- Écoles maternelles et primaires.
- Collèges à Val-de-Moder, Bouxwiller, Hochfelden, Ingwiller, Dettwiller.
- Lycées à Bouxwiller, Haguenau.

### Santé
Professionnels et établissements de santé :
- Médecins à Alteckendorf, Pfaffenhoffen, La Walck, Dauendorf.
- Pharmacies à La Walck, Pfaffenhoffen, Hochfelden, Schwindratzheim, Ingwiller.
- Hôpitaux à Ingwiller, Brumath, Niederbronn-les-Bains, Haguenau.

### Cultes
- Culte protestant[30].
- Culte catholique, Communauté de paroisses du Bastberg et du Pays de La Petite Pierre[31], Diocèse de Strasbourg.

## Économie

### Entreprises et commerces

#### Agriculture
- Culture de céréales, de légumineuses et de graines oléagineuses.
- Culture de légumes, de melons, de racines et de tubercules.
- Culture et élevage associés.
- Reproduction de plantes.
- Élevage de volailles.
- Élevage d'autres animaux.

#### Tourisme
- Hébergements et restauration à Schalkendorf, Ringendorf, Ettendorf, Kirrwiller.

#### Commerces
- Commerces et services de proximité à Val-de-Moder, Ingwiller, Bouxwiller, Ettendorf.

## Culture locale et patrimoine

### Lieux et monuments
- L'ancien château de la famille Gayling

Aujourd'hui disparu, ce bâtiment en pierre de taille construit en 1740 était encore en bon état en 1790. Avant sa destruction en 1793, le château fut estimé à 7 200 livres par les révolutionnaires.
Le rez-de-chaussée comprenait 1 salle, 3 chambres, 1 cheminée, et 2 fourneaux.
Au premier étage se trouvaient 1 salle et 5 cabinets.
Sous les mansardes se trouvaient 7 chambres.
En plus de ce château, cette famille possédait 203 arpents de terrain sur le ban communal, soit un peu moins de la moitié des terres du finage de Buswiller.
- La synagogue disparue

Ce lieu de culte fut inauguré le 14 septembre 1874 en remplacement d'un bâtiment du XVIIIe siècle. Le financement de sa construction se monta à 5 000 francs. Ce lieu de culte disparut avec la communauté juive à la fin du XIXe ou au début du XXe siècle,.
- L'église protestante fortifiée[35]

Son orgue de Gebrüder Link, 1908.
Elle a conservé son corps de garde ainsi que les épitaphes des Gayling von Altheim.
Monuments de Commémoration
Cimetière communal,.
Monuments aux morts.
Monuments funéraires dans l'église paroissiale Saint-Sixte, église protestante.
- Patrimoine architectural rural recensé par le service régional de l'Inventaire général du patrimoine culturel

Fermes, Maisons et fermes.
- La ferme Jacob

Le logis est daté de 1599 sur un poteau cornier. Les dépendances sont datées de 1731 et 1836. Les façades et les toitures des bâtiments sont inscrites au registre des monuments historiques depuis le 22 décembre 1981.

### Galerie

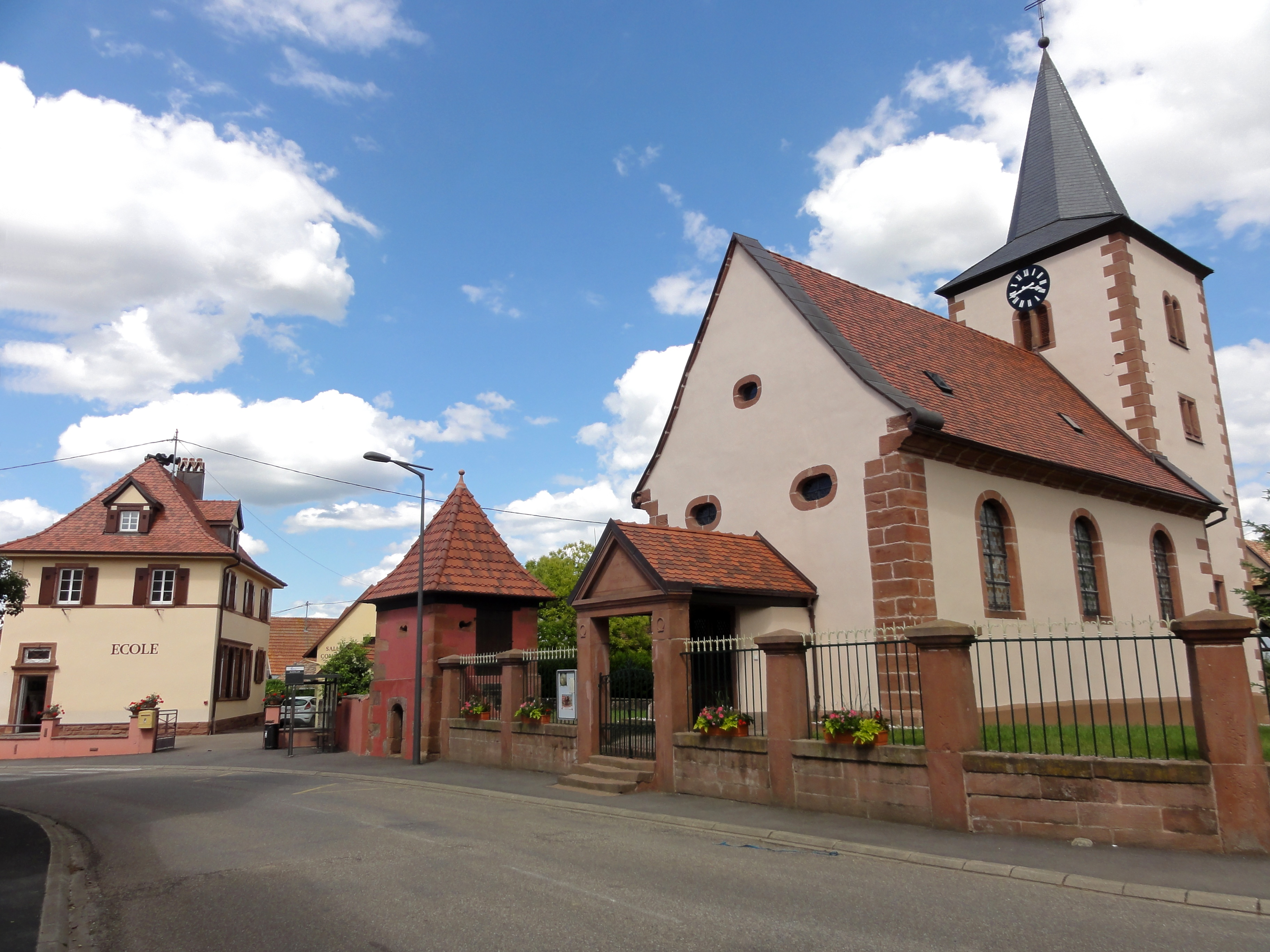
École, ancien corps de garde et église protestante Saint-Sixte.
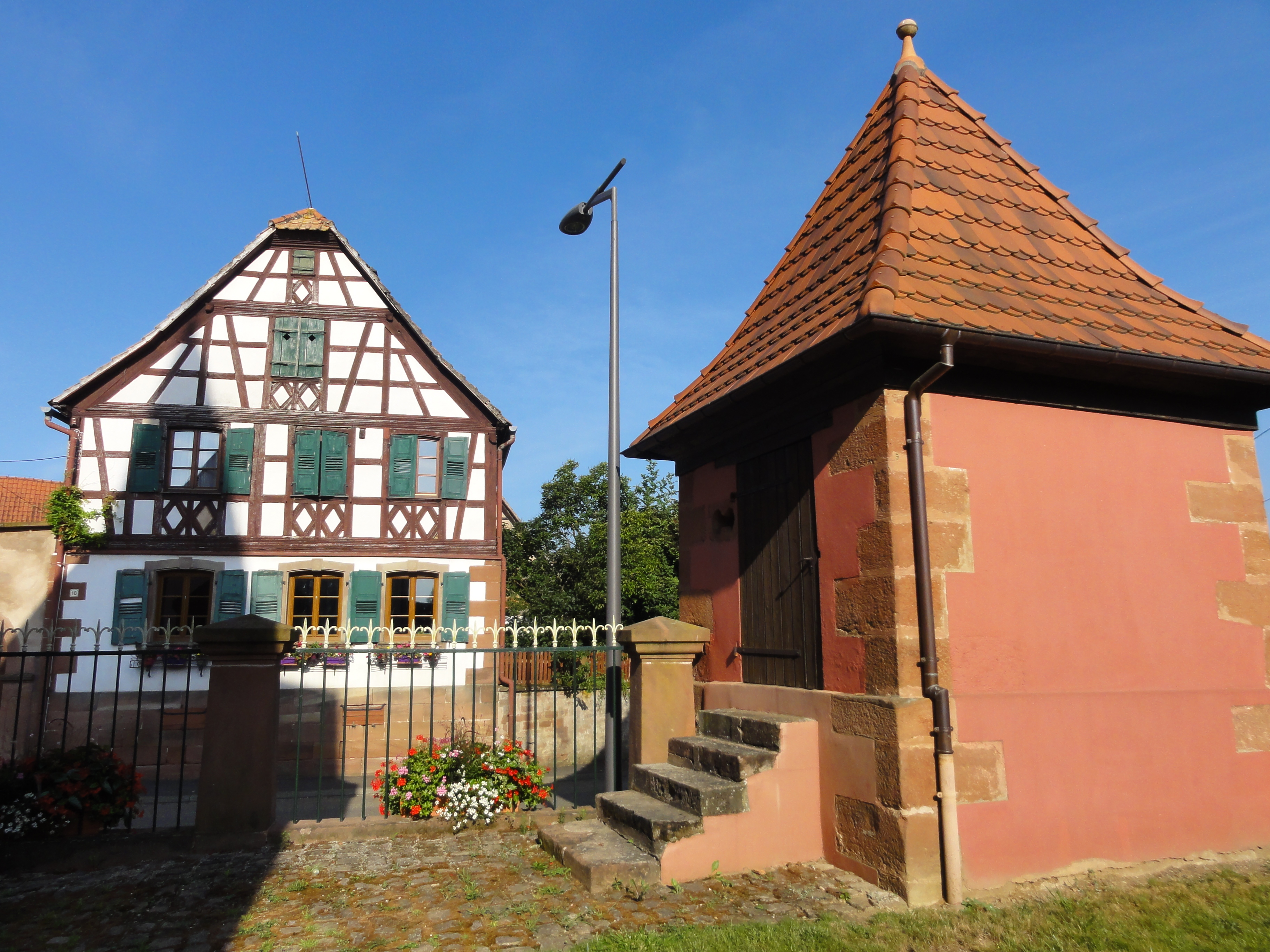
Corps de garde (XVIe siècle).
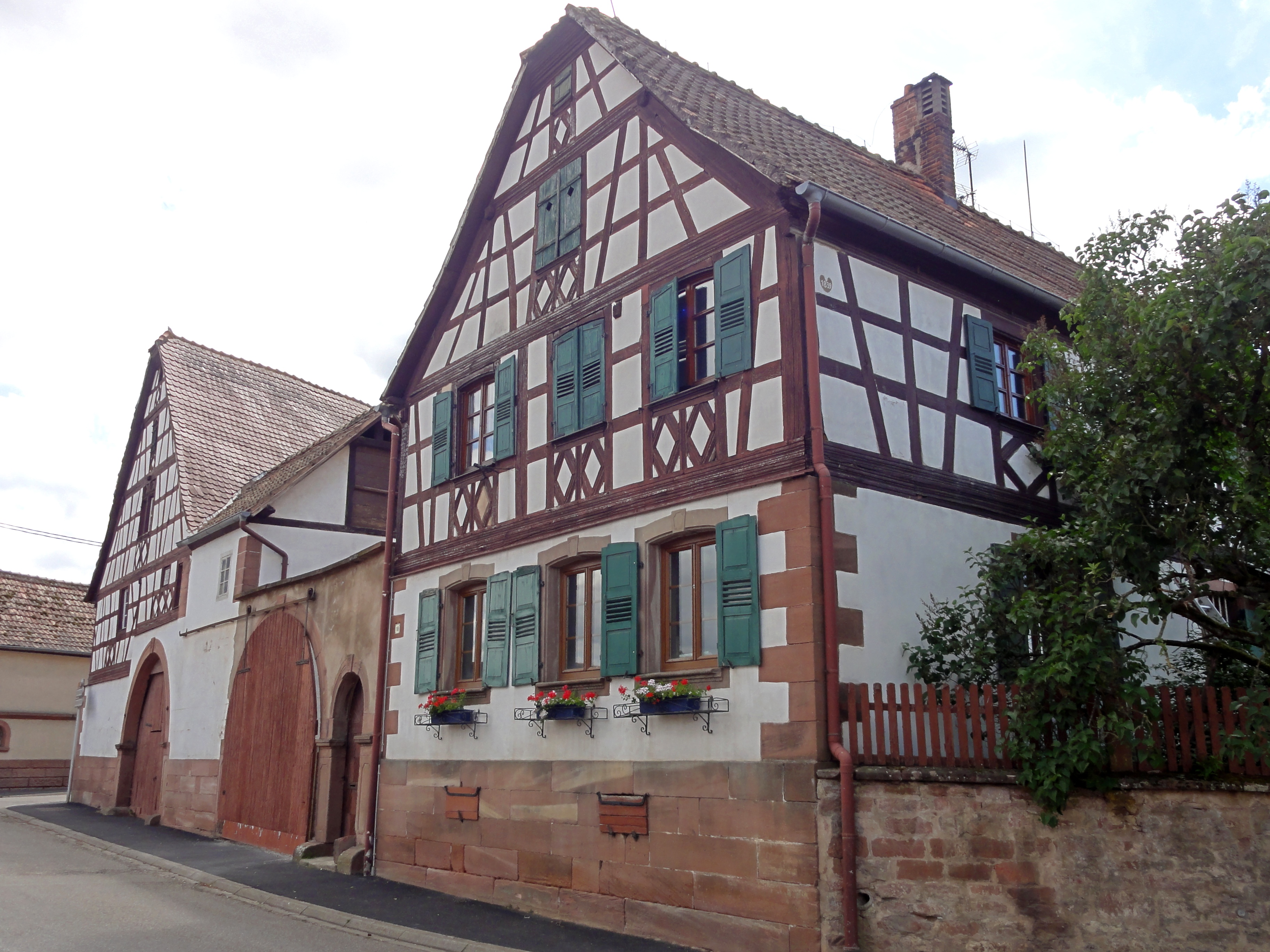
Ferme (XVIIIe siècle-XIXe siècle), 18 rue Principale.
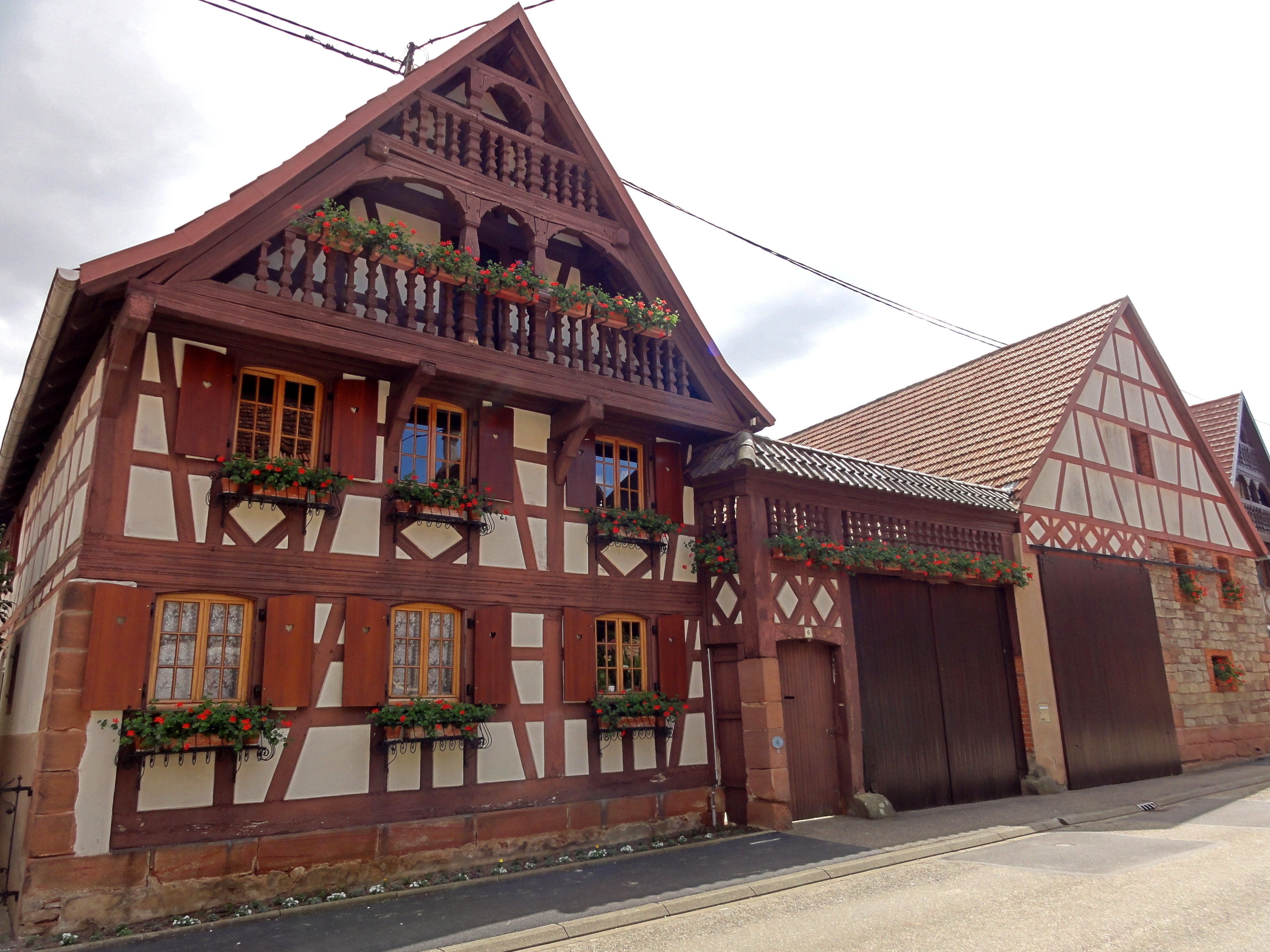
Ferme (XVIIIe siècle-XXe siècle), 6 rue Principale.
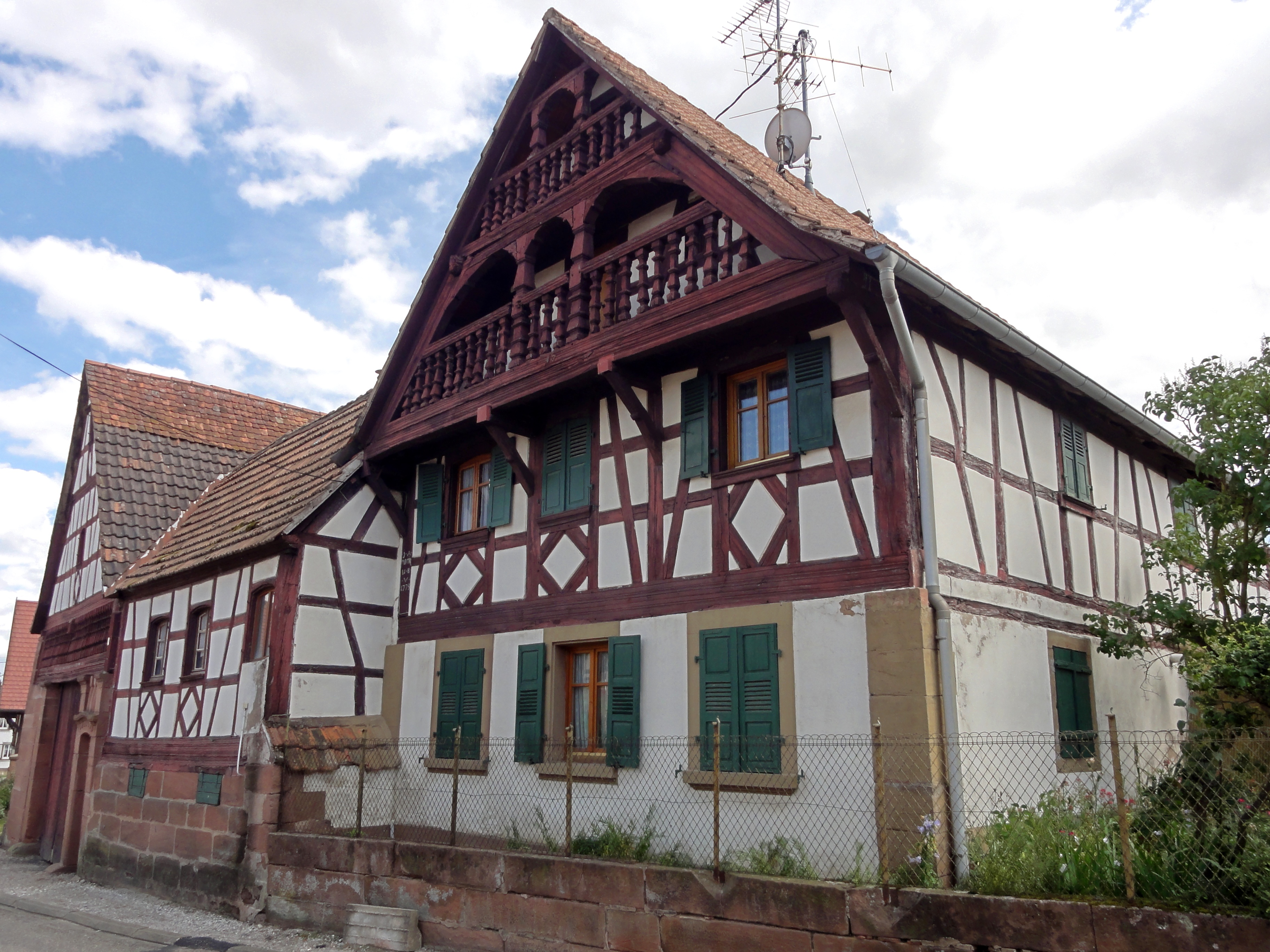
Ferme (XVIIIe siècle-XIXe siècle), 4 rue Principale.

### Héraldique
| Blason de Buswiller | Blason  | D'azur à saint Sixte, pape, nimbé, tenant dans sa dextre une bourse et de sa senestre une croix papale, le tout d'or. |
| Blason de Buswiller | Détails | |